# 波姆里约
波姆里约（法語：Pommerieux，法語發音：[pɔm(ə)ʁjø]）是法国马耶讷省的一个市镇，位于该省南部略偏西，属于贡捷堡区。

## 地理
波姆里约（47°49'24"N, 0°53'54"W）面积23.2 平方千米，位于法国卢瓦尔河地区大区马耶讷省，该省份为法国西北部内陆省份，北起芒什省和奧恩省，西接伊勒-维莱讷省，南至曼恩-卢瓦尔省，东临萨尔特省。
与波姆里约接壤的市镇（或旧市镇、城区）包括：谢朗塞、克朗、德纳泽、梅村、普雷当茹。

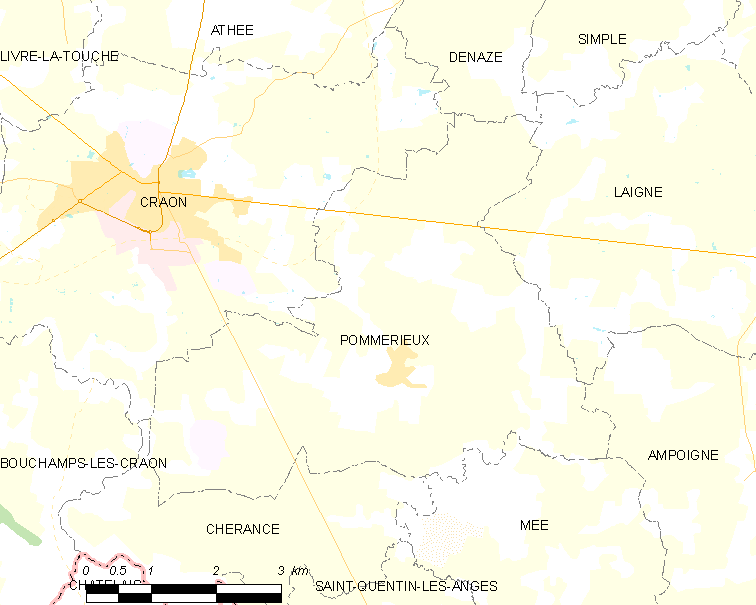
波姆里约的OSM定位图

波姆里约的时区为UTC+01:00、UTC+02:00（夏令时）。

## 行政
波姆里约的邮政编码为53400，INSEE市镇编码为53180。

## 政治
波姆里约所属的省级选区为马耶讷河畔贡捷堡第二县。

## 人口

1962-2008年间波姆里约人口变化图示

波姆里约于2022年1月1日时的人口数量为659人。